# نولان فردرماني
نولان فردرماني (الاسم العلمي:Nolana werdermannii) هو نوع نباتي يتبع جنس النولان من فصيلة الباذنجانية.